# Ümit Özdağ
Ümit Özdağ (3 maart 1961, Tokio, Japan) is een Turks politicus, politicoloog en auteur. Van juni 2015 tot en met mei 2023 zat hij in het Turkse parlement.

## Jeugd en roots
Özdağ kwam op 3 maart 1961 ter wereld in de Japanse hoofdstad Tokio, waar zijn vader Muzaffer Özdağ in die periode actief was als militair adviseur. Zijn moeder was de eerste voorzitter van de vrouwentak van de Partij van de Nationalistische Beweging. Özdağ komt uit een Koemukse familie afkomstig uit Dagestan. Zijn vader was een hechte vriend van Alparslan Türkeş en onderdeel van de groep militairen die in 1960 een staatsgreep pleegde.

## Politieke carrière

### MHP
Ümit Özdağ maakte voor het eerst naam in 2006, toen hij zich kandidaat stelde tegen voorzitter Devlet Bahçeli. Zijn kandidatuur werd geweigerd en hij werd kort voor de voorzittersverkiezingen uit de partij gezet. In 2010 keerde hij terug nadat hij een aangespannen rechtszaak won en stelde zich kandidaat voor de parlementsverkiezingen, maar kon niet verkozen worden.
In juni 2015 werd hij wel verkozen, net als bij de vervroegde verkiezingen in november 2015 en bij de parlementsverkiezingen in 2018.

### Overwinningspartij
In 2021 richtte hij de Overwinningspartij op en verwierf aandacht vanwege zijn politiek tegen vluchtelingen uit voornamelijk Syrië en Afghanistan.